# Yu-Gi-Oh! Duel Links
Yu-Gi-Oh! Duel Links es un videojuego de cartas coleccionables digital y gratuito desarrollado por Konami para Windows, iOS y Android. Está basado en el juego de cartas coleccionables del mismo nombre. Después de un período beta inicial, el videojuego se lanzó por primera vez en Japón el 17 de noviembre de 2016 y luego se lanzó al resto del mundo el 11 de enero de 2017. La versión de Windows se lanzó en todo el mundo a través de Steam el 17 de noviembre de 2017.

## Argumento
Yu-Gi-Oh! Duel Links presenta personajes del anime Yu-Gi-Oh! Duel Monsters. Seto Kaiba ha creado una realidad virtual llamada "Duel World" para reunir a los mejores duelistas para que puedan competir. Al inicio, los jugadores tienen la opción de jugar como Yami Yugi o Seto Kaiba. A medida que continúan ganando duelos, otros personajes se desbloquean, incluido el personaje que el jugador no eligió al principio.

## Jugabilidad
El videojuego usa un formato conocido como "Duelo de Velocidad" que usa las reglas del juego de cartas coleccionables con varias modificaciones. Los jugadores tienen 4000 puntos de vida, se elimina la fase principal 2, el número de zonas de monstruos y la zona de hechizo / trampa se reduce a 3, el tamaño del mazo principal se reduce a 20-30 cartas cada una y el mazo adicional se reduce a 6, y los jugadores comienzan con una mano de 4 cartas. Los jugadores también pueden usar habilidades que afectan a los duelos de varias maneras. El ganador de un duelo se puede decidir de varias formas: que el jugador reduzca los puntos de vida de su oponente a 0, que el oponente se quede sin cartas o que el jugador gane en condiciones especiales. Los jugadores son recompensados con puntos de experiencia y varios artículos después de un duelo, recibiendo más artículos al ganar.
El videojuego tiene una zona central donde el jugador puede elegir varios PNJ para enfrentarse en duelo. Desde aquí también puede luchar contra Duelistas Legendarios. También se mostrará la etapa actual en la que se encuentra el jugador. Al completar misiones dentro de la etapa, los jugadores pueden avanzar a la siguiente etapa que desbloqueará gradualmente a los oponentes más difíciles y a los duelistas legendarios. Progresar por etapas también permitirá al jugador desbloquear misiones de desbloqueo de personajes.
Al completar las misiones de desbloqueo de personajes, los jugadores pueden desbloquear nuevos duelistas legendarios para jugar. Los duelistas legendarios se basan en personajes de la serie Yu-Gi-Oh. Cada duelista legendario viene con su carta insignia y habilidades únicas.
Se pueden obtener nuevas cartas para los mazos del jugador a través de los Duelistas legendarios, el comerciante de cartas o de paquetes de cartas. Los paquetes de cartas se compran en la tienda de cartas usando gemas. Los paquetes de cartas también se pueden comprar con dinero real a través de microtransacciones. El contenido posible de un paquete de cartas puede variar dependiendo de la caja que el jugador elija comprar. Cada carta tiene una probabilidad de ser sacada en función de su rareza. El grupo de cartas disponible en el lanzamiento incluyó muchas cartas reconocibles del animé Yu-Gi-Oh! Duel Monsters.
En el lanzamiento, el formato del videojuego no incluía ninguna tarjeta que facilitara los efectos de invocación especiales más modernos del juego de cartas original, incluyendo las mecánicas de Invocación por Sincronia, XYZ, Péndulo y Link, lo que hace que la jugabilidad se parezca mucho a la serie original de anime Yu-Gi-Oh. El 28 de septiembre de 2017, se agregó al juego el mundo GX, incorporando muchos personajes y cartas de la serie de animé Yu-Gi-Oh! GX. El 25 de septiembre de 2018, la actualización 3.0 agregó el mundo 5D'S al videojuego, incorporando personajes y cartas del animé Yu-Gi-Oh! 5D's. El 26 de septiembre de 2019, se agregó el mundo DSOD (Dark Side of Dimensions) basado en la película Yu-Gi-Oh! El lado oscuro de las dimensiones. El 29 de septiembre de 2020, fue lanzado el mundo ZEXAL al videojuego, incorporando muchos personajes y cartas de la serie de animé Yu-Gi-Oh! ZEXAL.
El videojuego también incluye un modo PvP donde los jugadores pueden competir en duelos en tiempo real con amigos, así como participar en partidas aleatorias con jugadores de todo el mundo. También están las clasificatorias donde los jugadores compiten por rango y premios, incluidos boletos que se pueden usar para intercambiar por ciertas tarjetas.
Los eventos especiales a menudo ocurren por un tiempo limitado para proporcionar variedad y la oportunidad de ganar cartas raras y desbloquear nuevos Duelistas Legendarios. Estos eventos generalmente tienen oponentes especiales con objetivos y misiones que deben completarse para obtener las recompensas.

## Recepción
Varias publicaciones elogiaron a Yu-Gi-Oh! Duel Links por simplificar muchas de las reglas del juego de cartas tradicional y hacer que sea muy accesible para los nuevos jugadores. AppCritic señaló que también es atractivo para los jugadores veteranos diciendo: «Si bien esta no es una experiencia completa de TCG, todavía hay una buena cantidad de profundidad y estrategia involucrada para los jugadores veteranos de Yu-Gi-Oh!». Pocket Gamer elogió la presentación del videojuego diciendo que «todo se presenta de una manera que podría decirse que es mejor que el anime original, e incluso hay una actuación de voz completa entregada por los actores de voz originales. Esto no solo crea una sensación auténtica que es insuperable, sino lo más importante, todo se suma a la nostalgia y la inmersión. Al final, hace que el jugador sienta que literalmente ha entrado en el mundo de Yu-Gi-Oh!».
El videojuego superó los 65 millones de descargas móviles en todo el mundo en marzo de 2018 y superó los 80 millones de descargas en PC y dispositivos móviles el 1 de noviembre de 2018. El videojuego recaudó 23.9 millones de dólares en 2016. En 2018, el videojuego recaudó 9.44 mil millones de yenes (85.49 millones de dólares) en Japón. Combinados, las cifras de ingresos del videojuego en 2016 y 2018 suman 108.1 millones de dólares. El videojuego superó las 100 millones de descargas móviles en todo el mundo en octubre de 2019.